# Арт Економі
«Арт Економі» — українське видавництво, засноване у Києві 29 грудня 1991 року. Діяльність зосереджена на виданні посібників, підручників, навчальної, науково-популярної та художньої літератури, зокрема коштом авторів. Особливу увагу видавництво зосереджує на авторській книзі, мемуарах, спогадах, художній прозі та ліриці, що у майбутньому увійдуть до родинної бібліотеки.
Видання
На замовлення фонду «Відродження» з 1996 року у видавництві побачили світ п'ятдесят альбомів митців і книжок сучасних авторів, серед яких «Церква Богородиці Десятинна в Києві», «Феодосій Гуменюк», «Ольга Петрова», «Українська народна іграшка» О. Найдена, «Про мову і мовознавство» А. Білецького, «Історія української літературної мови» В. Русанівського та ін. Серед навчальних видань «Арт Економі» — «Українська мова для іноземних студентів» L. Bilenka-Swystowicz, M. Yarmoluk «Uczesiepolskiego», О. Дзюба, Г. Павленко «Літопис найважливіших подій культурного життя в Україні», О. Любіцева «Географія релігій», В. Шаповал «Конституційне право зарубіжних країн», О. Ястремський «Основи теорії економічного ризику». Також перекладено і видано низку світових бестселерів: Д. Пірс «Словник сучасної економіки Макміллана», Ж. Тускоз «Міжнародне право», М. Дженіс та ін. «Європейське право в галузі прав людини», Г. Саймон «Адміністративна поведінка», О. Вільямсон «Економічні інституції капіталізму» та ін.
Нагороди
Видання «Арт Економі» перемагали в різноманітних літературних конкурсах. Книга «Нарис історії культури України» Мирослава Поповича нагороджена Шевченківською премією (2001). Нагородами та відзнаками Львівського Форуму видавців, конкурсів «Книжка року» поціновано книги видавництва — «Географія релігій» (автори О. Любіцева та ін.), «Географія для допитливих» (автор Л. Калита та ін.), «Червоне століття» М. Поповича, «Їдиш-український словник» Дмитра Тищенка та інші. Серед десяти найкращих видань року були й книжки «Українська народна іграшка», автор О. Найден, «The streets of Kiev», автор Г. Савчук.
Книжки видавництва «Арт Економі»
2016 рік
- Дмитро Тищенко. Їдиш-український словник. Видання друге, перероблене та доповнене. ISBN 978-617-7289-14-1
- Тетяна Затворна. Почуттів чарівні хвилі. Збірка лірики. ISBN 978-617-7289-13-4
- Олег Гуцуляк. Філософія української сутності. ISBN 978-617-7289-20-2
- Ирина Федоруца. Спасибо за любовь! ISBN 978-617-7289-15-8
- Володимир Хоменко. Звенигора: антологія поезії ISBN 978-617-7289-23-3
- Віталій Савчук. Перехрестя ISBN 978-617-7289-05-9

2015 рік
- Почуттів чарівні хвилі. Тетяна Затворна. // ISBN 978-617-7289-13-4
- Відрядження до пекла. Сергій Колесников. // ISBN 978-617-7289-12-7
- Калигора. София Овчаренко. // ISBN 978-617-7289-11-0
- Пригорну до серця. Тетяна Затворна. // ISBN 978-617-7289-10-3
- Володимир Хоменко. Звенигородка видання друге. // ISBN 978-617-7289-09-7
- Ернст Гар. Дівчина зі Львова. // ISBN 978-617-7289-08-0
- Сергей Пантелеев. Сборник стихов «Распахни миру душу». // ISBN 978-617-7289-07-3
- Валентина Богданова. Любовь, не приближайся ко мне. // ISBN 978-617-7289-06-6
- Олександр Клековкін. HOMO SIMULTANE. // ISBN 978-617-7289-02-8
- Бронислав Горб. Авторское прочтение поэмы-былины. // ISBN 978-617-7289-04-2
- Юрій Чумак. Вчення діда Акима. // ISBN 978-617-7289-03-5
- Anastasia Flanagan. Laws of nature. Knowledge and Management of the Environment. // ISBN 978-617-7289-01-1
- Свято поезії // ISBN 978-617-7289-00-4
- Леся Дмитренко. Переливи. // ISBN 978-966-2576-98-6
- Володимир Хоменко. Була війна… // ISBN 978-966-2576-99-3
- Наталия Слухай. Моя Африка. 2015 //
- Науменко Зінаїда Михайлівна. Любов і щастя в наших душах Т.1 // ISBN 978-966-2576-96-2
- Науменко Зінаїда Михайлівна. Іду я по світу Т.2 // ISBN 978-966-2576-97-9
- О. П. Васильченко. Принцип рівності прав і свобод людини і громадянина та його ціннісні виміри в конституційному праві України // ISBN 978-966-2576-95-5
- Василь Швець, Олекса Логвиненко. Наш Товмач // ISBN 978-966-2576-93-1
- Володимир Хоменко. Адреса: Звенигородка, вулиця Кримського… // ISBN 978-966-2576-94-8
- Олександр Клековкін. Пролегомени: Розщеплення театру // ISBN 978-966-2576-92-4
- О. Б. Кухарская, А. А. Подлипская, А. Н. Чиркин. Оценка прав на объекты интеллектуальной собственности. Метод освобождения от роялти. // ISBN 978-966-2576-91-7
- Кудрявцева Олена. Конституційно-правові основи захисту прав дитини в Україні. // ISBN 987-966-2576-84-9 Їдиш-український словник. Дмитро Тищенко. // ISBN 978-966-2576-82-5

2014 рік
- Алексей Либин. Моя Индия. // ISBN 978-966-2576-77-1
- Елена Парфенюк. Лягушонок Кваклик. // ISBN 978-966-2576-75-7
- Олександр Клековкін. Мистецтво байдикування. // ISBN 978-966-2576-63-4
- Олександр Клековкін. Політичний театр. // ISBN 978-966-2576-70-2
- Тимофій Десятов, Ірина Лещенко. Вища педагогічна освіта України в контексті світових глобалізаційних процесів: порівняльний аналіз. // ISBN 978-966-2576-72-6
- П'єси і переклади співаної поезії. Отрошенко Юрій. //
- Наталія Семенчук. Лірика. // ISBN 978-966-2576-78-8
- Олександр Клековкін. Парадокс Курбаса. // ISBN 978-966-2576-76-4
- Лилия Монатко. Афоризмы на все случаи жизни. // ISBN 987-966-2576-79-5
- Марко Файнер, Каріна Широких, Анатолій Кержнер. МАМЕ-ЛОШН. Посібник із вивчення мови їдиш. Українсько-єврейський (їдиш) розмовник. // ISBN 987-966-2576-83-2
- Олександр Клековкін. Doctor Dappertutto. // ISBN 978-966-2576-80-1
- Олександр Клековкін. Стратегеми. // ISBN 978-966-2576-87-0
- Володимир Хоменко. Звенигородщина словник-довідник. //
- Володимир Хоменко. Зона. // ISBN 987-966-2576-85-6
- Володимир Хоменко. Земляки. // ISBN 987-966-2576-86-3
- Володимир Хоменко. Звенигородське краєзнавство. // ISBN 978-966-2576-70-2
- Володимир Хоменко. Козацьке. // ISBN 978-966-2576-69-6
- Володимир Хоменко. Церковне життя Звенигородщини. //
- Володимир Хоменко. Не забудьте пом'янути… // ISBN 978-966-2576-71-9
- Володимир Вакулич. Міжліття. //
- Володимир Хоменко. Звенигородщина на поштових картках. //
- Олександр Филь. Життя як спалах зірки. //
- А. Ю. Трохимчук. Задачи для Дани. //
- Леся Дмитренко. Казки від пані Лесі. //
- Володимир Хоменко. Пам'ять. //

2013 рік
- Г. Б. Смирницкий, А. Н. Чиркин. Оценка бизнеса: основы, инструментарий, практика. //
- Тина Войтович. Просто дальше жить. //